# Rénier de Trit
Rénier de Trit est un chevalier originaire de Trith-Saint-Léger, dans le Hainaut, qui participe à la quatrième croisade et devient le premier duc franc de Philippopolis (aujourd'hui Plovdiv, en Bulgarie) de 1204 à 1205.

## Biographie
Né à Valenciennes, il est probablement fils d'un châtelain de la ville mentionné en 1141. Il semble apparaître dans le registre officiel en 1180. Après l'accession de Baudouin IX au titre de comte de Flandre en 1194, il apparaît dans plusieurs actes importants de Baudouin, dont le traité entre ce dernier et Richard Cœur de Lion en juin/juillet 1197 et un autre en 1199 avec Jean sans Terre.
Il prend la croix aux côtés de son suzerain ; au printemps 1203, à Corfou, il est l'un des rares chefs qui plaident en faveur du détournement de la quatrième croisade vers Constantinople.
Après la conquête de Constantinople et la création de l'Empire latin, Rénier se voit accorder Philippopolis et le territoire allant jusqu'à la rivière Maritsa par l'empereur Baudouin Ier à la suite du partage, en octobre 1204, des terres conquises et restant à conquérir de l'Empire byzantin. Les terres appartenant à Rénier se trouvent au sein du territoire bulgare, sur un territoire revendiqué par Byzance puis par les Francs.
Les premières campagnes de Rénier, en automne et en hiver, afin de prendre possession de son fief impérial sont couronnées de succès, cependant l'année suivante, le tsar bulgare Kaloyan s'empare d'Andrinople et menace Philippopolis. Rénier est abandonné par son fils, Rénier, son frère, Gilles, son neveu, Jacques de Bondues, ainsi que son gendre, Achard de Verli, qui tentent de se rendre à Constantinople mais sont capturés et exécutés par Kaloyan. Avec seule une poignée de soldats restant sous ses ordres, Rénier se terre dans le château de Stenímachos. C'est au cours d'une tentative de soulager Andrinople que l'empereur Baudouin est capturé. Au cours de l'été 1205, les Pauliciens de Philippopolis tentent de livrer la ville à Kaloyan, cependant Rénier effectue une sortie depuis sa forteresse et saccage leur quartier, laissant le reste à la brave défense des populations latine et grecque unies, qui déclarent Alexis Aspietes comme empereur. Néanmoins, la ville est conquise et le quartier grec brûlé. Plus tard dans la même année, le régent impérial Henri de Hainaut entre en territoire bulgare et porte secours à Stenímachos et Rénier en juillet 1206.